# Безмолвная весна
«Безмо́лвная весна́» (англ. Silent Spring) — книга американского биолога Рейчел Карсон о последствиях загрязнения окружающей среды пестицидами, в особенности инсектицидом ДДТ. Впервые издана в 1962 году. В этом научно-популярном труде описывается губительное воздействие беспорядочно применяемых ядохимикатов на окружающую природную среду, особенно на птиц. Карсон обвинила химическую промышленность в дезинформации, а представителей власти — в необоснованном принятии на веру заявлений производителей агрохимикатов.
В конце 1950-х годов Карсон обратила внимание на проблемы охраны окружающей среды, особенно те, которые, по её мнению, были вызваны синтетическими пестицидами. Книга пользовалась популярностью, заставила значительную часть американского общества задуматься об экологических проблемах и вызвала ожесточённое сопротивление химических компаний. Несмотря на это сопротивление, книга поспособствовала изменению законодательства об обращении с пестицидами, а в дальнейшем — полному запрету применения ДДТ в сельском хозяйстве на всей территории США и созданию Агентства по охране окружающей среды.

## Исследования

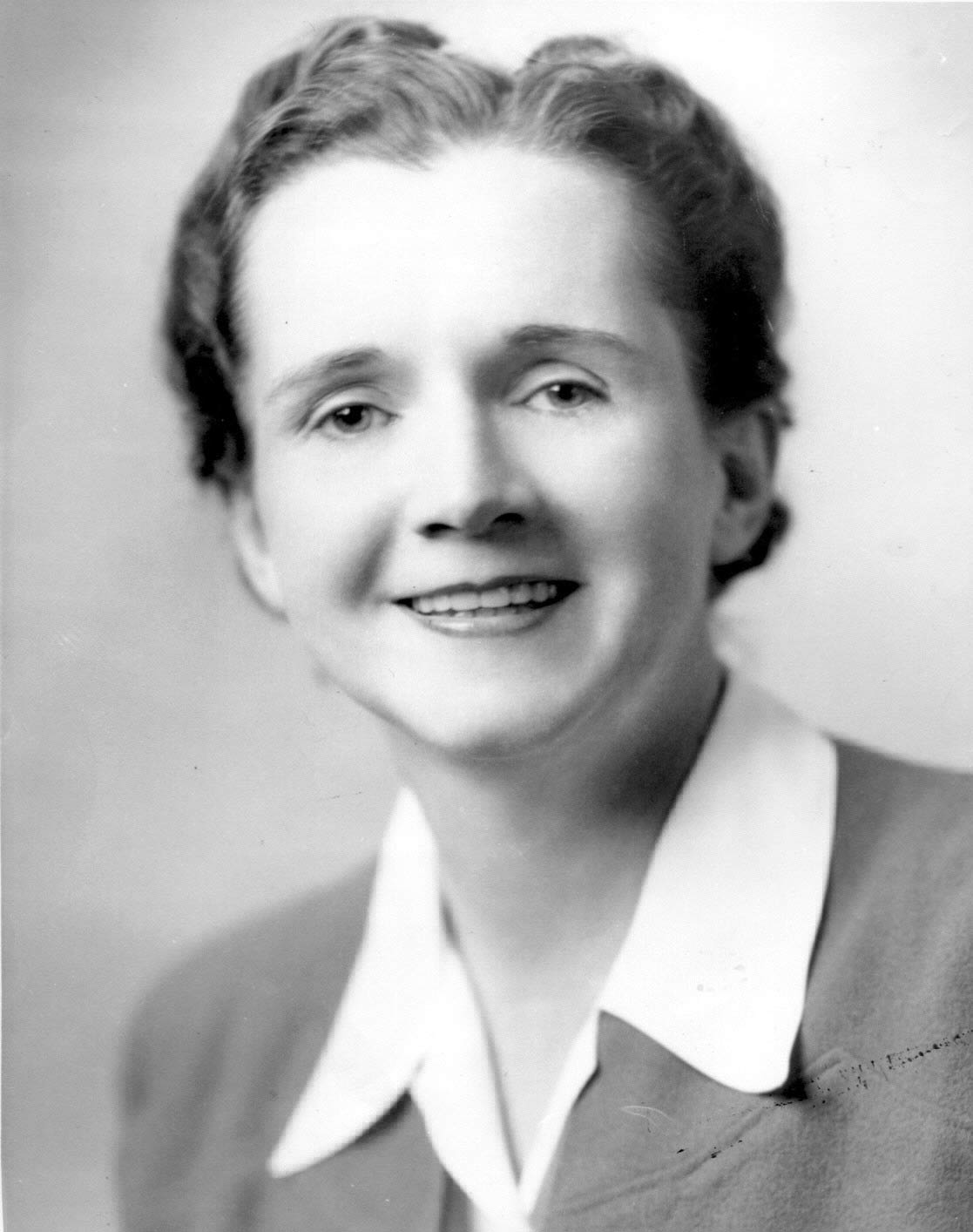
Рейчел Карсон в 1940 году

В середине 1940-х годов биолог Рейчел Карсон озаботилась проблемой последствий применения пестицидов, многие из которых были разработаны в рамках военных научно-исследовательских программ после Второй мировой войны. В 1957 году министерство сельского хозяйства США приняло программу по уничтожению огненных муравьёв и непарного шелкопряда, в ходе выполнения которой проводилось распыление с воздуха смеси ДДТ и других пестицидов с флотским мазутом, в том числе и над частными земельными участками. Карсон занималась изучением воздействия этих экотоксикантов и выпустила книгу об этом. Землевладельцы из Лонг-Айленда подали в суд иск с требованием прекратить обработку их земельных участков ядохимикатами без их согласия; потом к иску присоединились и другие регионы. Хотя этот иск был отклонён, Верховный Суд США подтвердил право на требование запрета действий, ведущих к разрушению окружающей среды, что в будущем привело к успеху ряда дел по охране окружающей среды.

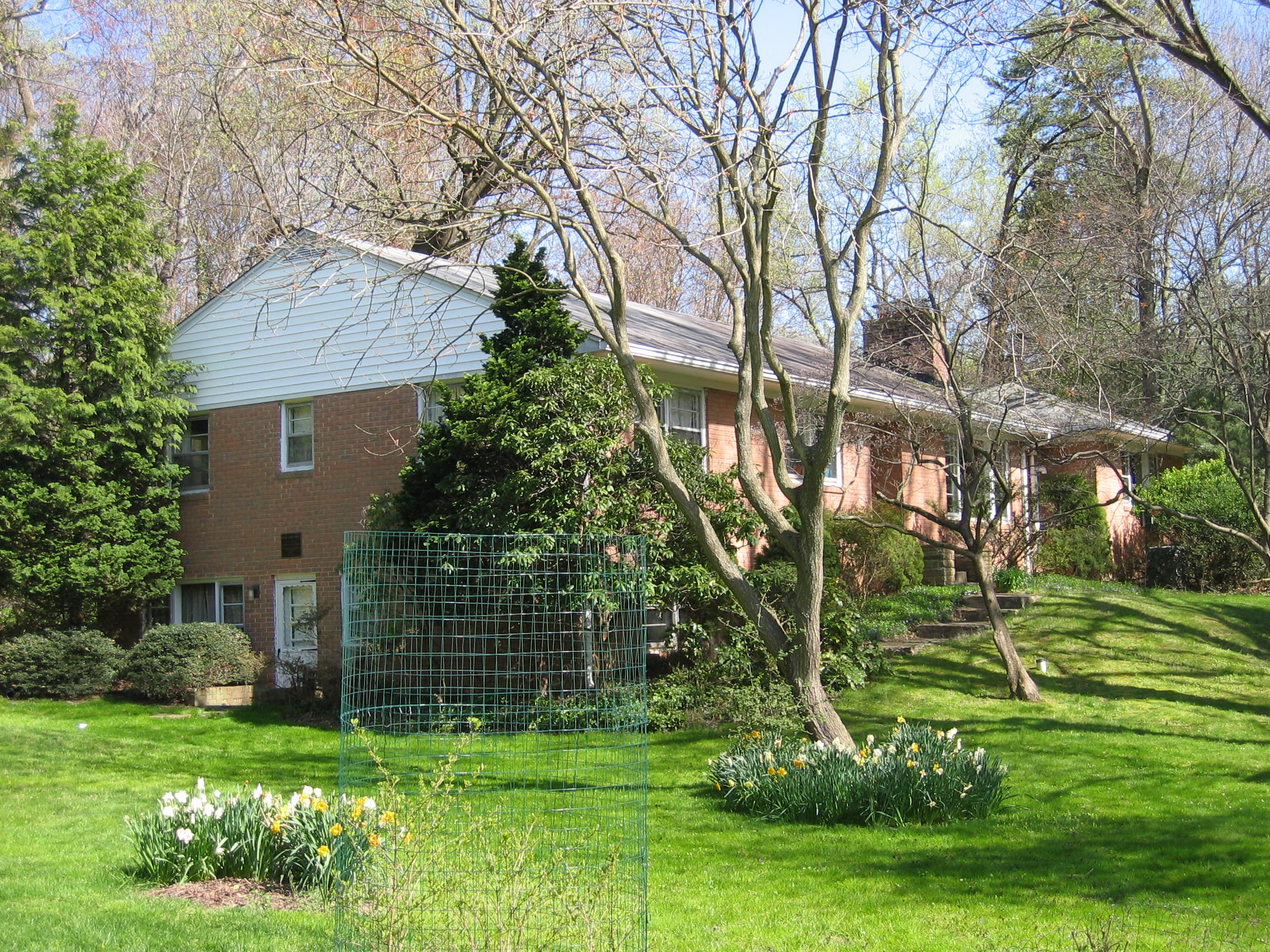
В в (Мэриленд) была написана «Безмолвная весна»

В 1958 году Ольга Оуэнс Хакинс (англ. Olga Owens Huckins), подруга Рейчел Карсон, опубликовала в газете Boston Herald заметку о гибели птиц на её землях после распыления с воздуха ДДТ с целью борьбы с москитами. Копию этой статьи она прислала Карсон, и именно это событие побудило Карсон к изучению экологических проблем, вызванных применением пестицидов.
Вашингтонское отделение «Общества натуралистов имени Одюбона» (англ. Audubon Naturalist Society) активно выступало против программы правительства США по распылению пестицидов и наняло Карсон, чтобы провести и опубликовать исследование этой практики и её последствий. Так Карсон начала четырёхлетний исследовательский проект «Silent Spring», в ходе которого она собирала примеры нанесения ущерба окружающей природной среде, связанного с применением ДДТ. Карсон попыталась привлечь публициста Э. Б. Уайта и ещё нескольких журналистов и учёных к участию в этом исследовании, но эти попытки не привели к значительному успеху. Первоначально, в 1958 году, Карсон планировала написать книгу «Безмолвная весна» в соавторстве с Эдвином Даймондом (англ. Edwin Diamond), научным журналистом Newsweek, но потом журнал The New Yorker заказал ей объёмную и хорошо оплачиваемую статью, и Карсон решила написать и опубликовать не только введение и заключение и стала работать без соавторов. Позднее Даймонд написал одну из самых жёстких критических публикаций о «Безмолвной весне».
По ходу исследований вокруг Рейчел Карсон образовалось сообщество учёных, которые также документировали физиологические и экологические эффекты воздействия пестицидов. Благодаря своим личным связям с учёными из государственных организаций, Карсон удавалось получать даже конфиденциальную информацию по этой теме. Научного консенсуса по вопросу об опасности пестицидов для окружающей среды, человека и других живых организмов тогда ещё не было. Учёные разделялись на два лагеря. Одни отвергали потенциальную или возможную опасность распыления пестицидов и рассматривали лишь те последствия их применения, которые уже были надёжно доказаны экспериментами. Другие же считали, что возможный вред природе и человеку тоже нужно принимать во внимание, а потому следует искать более безопасную альтернативу пестицидам, например, биологические методы защиты растений.
Значительную поддержку Карсон оказывали органические садоводы, сторонники биодинамического сельского хозяйства, в том числе доктор Эхренфрейд Пфеффер (Ehrenfried Pfeiffer). В 1957—1960 годах они тоже судились с Правительством США по поводу распыления пестицидов. По данным исследований Джона Полла (John Paull), проведённых в 2013 году, органические земледельцы могли быть основным источником информации для книги Карсон, хотя сама Карсон в «Безмолвной весне» на них не ссылалась, и такой источник нельзя признать независимым и компетентным. Среди них известны Марджори Спок (Marjorie Spock) и Мэри Т. Ричардс (Mary T. Richards) из Лонг-Айленда, которые пытались оспорить в суде распыление дихлордифенилтрихлорэтана (ДДТ). Их свидетельские показания и другие материалы того судебного дела были первичным источником информации для «Безмолвной весны». Позднее Карсон охарактеризовала эти материалы как «информационную золотую жилу» и писала, что чувствует себя «несколько виноватой за то, что столько Ваших материалов тут у меня скопилось» и много раз ссылалась на Пфеффера и переписку с ним.
В 1959 году Служба сельскохозяйственных исследований (англ. Agricultural Research Service) министерства сельского хозяйства США в ответ на критику применения ДДТ, проводимую Карсон и другими, выпустила фильм «Суд над огненными муравьями» (англ. Fire Ants on Trial); Карсон назвала этот фильм «откровенной пропагандой» (flagrant propaganda), игнорирующей все угрозы, которые несёт распыление пестицидов, (особенно дильдрина и гептахлора), людям и природе. В своём письме, опубликованном в Washington Post весной того же года, Карсон отметила значительное сокращение популяций птиц, которое, по её мнению, произошло по причине чрезмерного использования пестицидов. Тогда же в ягодах клюквы урожая 1957, 1958 и 1959 годов были обнаружены высокие концентрации гербицида амитрола, вызывающего рак у лабораторных крыс, в результате чего была приостановлена продажа всех пищевых продуктов с клюквой, а загрязнённые партии были изъяты и уничтожены. Это дело получило название «большой клюквенный скандал» (англ. Great Cranberry Scandal). Карсон обратила внимание на ходящие слухи о том, что FDA собирается пересмотреть нормы регулирования использования пестицидов, на агрессивную тактику представителей предприятий химической промышленности и заключения отдельных специалистов, резко противоречащие данным множества других исследований, опубликованным в научной литературе, которые она изучила. Также она не исключала возможность коррупции и проведения государственных агрохимических мероприятий в корыстных целях отдельных лиц и компаний.
Карсон участвовала в проводимых FDA слушаниях по вопросу о пересмотре правил, регулирующих использование пестицидов, и вышла оттуда обескураженной агрессивными выступлениями представителей химической промышленности и заключениями экспертов, резко противоречащими научным данным из изученной ею специальной литературы. Её также удивила возможная «финансовая заинтересованность, скрывающаяся за определёнными программами применения пестицидов».
В Национальной библиотеке медицины Карсон познакомилась с учёными медиками, занимавшимися изучением канцерогенного действия ряда химических веществ. Значительное исследование в этой области провёл Вильгельм Хьюпер (англ. Wilhelm Hueper) из Национального института онкологии, который был основателем отдела исследований рака, вызванного загрязнением окружающей среды (англ. environmental cancer section) в этом институте и выявил канцерогенное действие многих пестицидов. Рейчел Карсон с её научным ассистентом Жанной Дейвис (Jeanne Davis) и библиотекарем НИО Дороти Алгир (Dorothy Algire) нашли свидетельства существования связи между применением пестицидов и онкологической заболеваемостью. Для Карсон токсичность многих синтетических пестицидов была ясна, но было трудно сделать обоснованные выводы, потому что в те годы очень мало учёных занимались изучением канцерогенеза, и получаемые ими результаты исследований нередко были противоречивы.
К 1960 году у Карсон было более чем достаточно материалов для исследования, и написание книги стало продвигаться быстрыми темпами. Кроме изучения научной литературы, Карсон непосредственно исследовала сотни отдельных случаев заболеваний людей и нанесения экологического ущерба вследствие воздействия пестицидов. Но в январе 1960 года у Рейчел Карсон обнаружилась язва двенадцатиперстной кишки, давшая осложнения в виде инфекционных заболеваний и приковавшая к постели на несколько недель. Это замедлило работу над «Безмолвной весной». К марту Карсон почти выздоровела и написала черновики двух глав книги, в которых рассматривалось канцерогенное действие пестицидов — и обнаружила у себя кисты в левой груди, из-за которых потребовалось делать мастэктомию. Её врач рекомендовал эту операцию как превентивную и посчитал, что дальнейшего лечения не потребуется. Но это была ошибка: новообразование оказалось злокачественным и дало метастазы.
Несмотря на болезнь, Карсон продолжала работать не только над «Безмолвной весной», но и над новым изданием «Моря вокруг нас» и, совместно с фотографом Эрихом Хартманном (англ. Erich Hartmann (photographer)), над фотоальбомом. Этот фотоальбом под названием «Море» (англ. The Sea) вышел в 1961 году в майском и июньском номерах журнала Johns Hopkins Magazine; Карсон написала подписи к фотографиям Хартманна. Эти работы также тормозили выход «Безмолвной весны». К концу 1960 года Карсон успела сделать почти всю исследовательскую и писательскую работу, кроме дискуссий о новейших в то время исследованиях в области биологического контроля численности вредителей и некоторых новых пестицидах. Состояние здоровья Карсон не улучшалось, из-за чего издание «Безмолвной весны» пришлось отложить на 1961 год, а потом на начало 1962 года.
Название своей будущей книги Карсон выбрала не сразу. Первоначально «Безмолвной весной» (англ. Silent Spring) она хотела назвать лишь одну главу, посвящённую гибели птиц от пестицидов. Это название Карсон выбрала под влиянием стихотворения Джона Китса «La Belle Dame sans Merci», в котором были такие строки: «Зачахла осока у озера, И пения птиц не слыхать» (англ. The sedge is wither'd from the lake, And no birds sing). Но в августе 1961 года, согласившись с Мари Роделл, Карсон окончательно приняла словосочетание «Безмолвная весна» как метафорическое заглавие, обозначающее безрадостное будущее всего мира природы, а не только отсутствие пения птиц. С согласия Карсон, редактор книги Пол Брукс (англ. Paul Brooks (author)) из издательства Houghton Mifflin использовал иллюстрации Луи и Лоис Дарлингов (Louis and Lois Darling); эти же художники делали обложку книги. Последним чистовиком, написанным Карсон, была первая глава книги «Сказание о завтрашнем дне» англ. A Fable for Tomorrow; эта глава была осторожным введением, предисловием к серьёзной теме. К середине 1962 года Брукс и Карсон в основном завершили редактирование книги и дали нескольким людям прочитать рукопись и высказать свои мнения о ней. Некоторые из них были упомянуты в книге: например, органические фермеры из штата Нью-Йорк Марджори Спок (англ. Marjorie Spock) и Мэри Ричардс (Mary Richards), а также общественный активист — сторонник биодинамического фермерства Эренфрид Пфайффер (нем. Ehrenfried Pfeiffer), помогавшие Карсон в судебной тяжбе против применения ДДТ.

## Содержание книги
Основная тема «Безмолвной весны» — усиливающееся и часто негативное воздействие человеческой деятельности на окружающий мир. Основной аргумент Карсон — то, что последствия применения пестицидов чаще всего губительны для окружающей природной среды в целом, а не только для тех видов-вредителей, против которых они применяются, и такие химические вещества правильнее будет назвать биоцидами. В первую очередь, такие последствия имеет применение ДДТ, но в этой книге рассматриваются и другие синтетические пестициды, многим из которых также свойственна биоаккумуляция. Карсон обвиняла предприятия химической промышленности в умышленной дезинформации, а государственные власти — в том, что они на слово верят заинтересованным лицам, связанным с этими предприятиями. Большая часть книги посвящена воздействию пестицидов на природные экосистемы, но в четырёх главах описываются выявленные случаи действия пестицидов на здоровье человека, в том числе отравления, онкологические и иные заболевания, причиной которых могут быть ядохимикаты.
О канцерогенном действии ДДТ в книги была только одна фраза:

В лабораторных тестах на животных ДДТ вызывал подозрительные опухоли печени. Учёные из Food and Drug Administration, сообщившие об обнаружении этих опухолей, не были уверены относительно того, как правильно классифицировать такие новообразования, но интуитивно чувствовали, что есть «основание полагать, что это ранняя стадия гепатоцеллюлярной карциномы». Д-р Хьюпер [автор труда «Occupational Tumors and Allied Diseases»] сейчас определяет ДДТ как «химический канцероген».
Оригинальный текст (англ.)In laboratory tests on animal subjects, DDT has produced suspicious liver tumors. Scientists of the Food and Drug Administration who reported the discovery of these tumors were uncertain how to classify them, but felt there was some "justification for considering them low grade hepatic cell carcinomas." Dr. Hueper [author of Occupational Tumors and Allied Diseases] now gives DDT the definite rating of a "chemical carcinogen.

Карсон прогнозировала, что в будущем последствия применения пестицидов усилятся, поскольку вредители могут выработать резистентность к пестицидам, и ослабленные экосистемы окажутся уязвимыми перед непредсказуемой интродукцией инвазивных видов. Карсон предлагала биотический подход к регулированию численности вредителей как альтернативу применению ядохимикатов.
При этом Карсон никогда не призывала к немедленному полному запрету ДДТ, выступая лишь против чрезмерного и неконтролируемого использования ДДТ и других пестицидов. В «Безмолвной весне» она утверждала, что даже если они не производят побочных действий на окружающую среду, их слишком частое применение может привести к появлению устойчивых к ним насекомых и сделать пестициды бесполезными:

Ни один ответственный человек не утверждает, что заболевания, переносимые насекомыми, можно игнорировать. Вопрос, который сейчас стоит наиболее остро — о том, можно ли бороться с этой проблемой такими методами, которые стремительно делают проблему ещё хуже, насколько это мудро и ответственно. Мир уже слышал о победоносной войне с болезнями путём контроля над переносом их насекомыми, но гораздом меньше слышал о другой стороне этой истории — о поражениях и недолговечных триумфах, которые подтверждают тревожное предположение о том, что враждебные насекомые действительно становятся сильнее из-за наших усилий. И даже хуже: мы разрушаем наши же средства борьбы.
Оригинальный текст (англ.)No responsible person contends that insect-borne disease should be ignored. The question that has now urgently presented itself is whether it is either wise or responsible to attack the problem by methods that are rapidly making it worse. The world has heard much of the triumphant war against disease through the control of insect vectors of infection, but it has heard little of the other side of the story—the defeats, the short-lived triumphs that now strongly support the alarming view that the insect enemy has been made actually stronger by our efforts. Even worse, we may have destroyed our very means of fighting.

В отношении использования ДДТ для борьбы с малярийными комарами Карсон также утверждала, что это создаёт угрозу появления устойчивых к ДДТ москитов, и цитировала директора Holland’s Plant Protection Service: «Практической рекомендацией должно быть „Распыляйте так мало, как Вы, может быть, можете“, а не „Распыляйте столько, сколько сможете себе позволить“ … Давление на популяцию насекомых должно быть настолько слабым, насколько это возможно».

## Выход в свет, продвижение и реакция
Карсон и другие люди, работавшие над материалами для «Безмолвной весны», ожидали жёсткой критики и опасались судебных исков и привлечения к ответственности за диффамацию. У больной раком Карсон, проходившей в то время курс радиотерапии, не было сил защищать свою работу и отвечать на критику. Карсон и её литературный агент ещё до выхода книги в свет старались найти побольше известных сторонников.
Большая часть научных разделов книги была просмотрена учёными-специалистами, и Карсон нашла среди них большую поддержку. В мае 1962 года в Белом доме состоялась Конференция по охране природы (англ. Conference on Conservation), в которой Карсон участвовала, и на которой издательство Houghton Mifflin распространяла предварительные экземпляры «Безмолвной весны» среди делегатов и объявила о предстоящей публикации серии таких материалов в журнале The New Yorker. Такой же экземпляр Карсон послала члену Верховного Суда США Уильяму О. Дугласу, который к тому времени уже давно занимался юридической защитой природы; он выступал против решения суда отклонить иск о применении пестицидов в Лонг Айленде и предоставит Карсон некоторые материалы, вошедшие в книгу.
Публикация анонсов и отрывков из книги началась 16 июня 1962 года. Книга быстро стала популярной, привлекла внимание как общественности, так и владельцев химических предприятий и их лоббистов. В октябре того же года она была признана книгой месяца (англ. Book of the Month Club). Карсон тогда говорила, что эту книгу нужно в первую очередь «донести не до читателей The New Yorker, а до ферм и хуторов по всей стране, до жителей сельских провинций, которые даже не знают, как выглядит книжный магазин». В газете The New York Times в колонке редактора был опубликован положительный отзыв на книгу. Отрывки из «Безмолвной весны» были опубликованы в журнале Audubon Magazine. В это же время, в июле и августе 1962 года широкую известность получили последствия применения талидомида — лекарственного препарата, который поначалу считался безопасным седативным средством для беременных женщин, но привёл к рождению детей с врождёнными уродствами. Рейчел Карсон сравнивали с Фрэнсис Келси, экспертом FDA, не допустившим продажи этого препарата в Соединённых Штатах.

Первое издание «Безмолвной весны», вышедшее тиражом 150000 экз. и ставшее «Книгой месяца». Слева — отзыв Уильяма Дугласа об этой книге

За несколько недель до публикации 27 сентября 1962 года, книга вызвала значительное противодействие представителей химической индустрии. Одними из первых критиков стали компания DuPont, производившая большую часть ДДТ и 2,4-дихлорфеноксиуксусной кислоты, и компания Velsicol Chemical Corporation, в то время единственный производитель хлордана и гептахлора. DuPont выпустила объёмный доклад о популярности книги в прессе и ожидаемом влиянии этих публикаций на общественное мнение. Velsicol Chemical Corporation угрожала началом судебного дела против Houghton Mifflin, если запланированная публикация отрывков из «Безмолвной весны» в The New Yorker и Audubon Magazine не будет отменена. Представители и лоббисты химической промышленности подали множество жалоб и заявлений, часть из них анонимно. Однако юристы, защищавшие Карсон и издателей, были готовы к этому, публикации состоялись, а затем вышла в свет полная книга, со вступительным словом Уильяма Дугласа.
Наиболее агрессивными критиками «Безмолвной весны» были биохимик Роберт Уайт-Стивенс (Robert White-Stevens) из American Cyanamid и химик Томас Джукс (англ. Thomas H. Jukes), ранее работавший в той же компании. Уайт-Стивенс писал, что «Если человек последует учению мисс Карсон, мы вернёмся в Тёмные Века, а насекомые, болезни и паразиты ещё раз унаследуют землю». Он же называл Карсон «фанатичной защитницей культа баланса природы»; другие критики обращали внимание на особенности личности Карсон и на то, что она хорошо знала морскую биологию, но значительно хуже разбиралась в биохимии; бывший министр сельского хозяйства США Эзра Тафт Бенсон (англ. Ezra Taft Benson), как сообщалось, в письме бывшему Президенту США Дуайту Эйзенхауэру написал, что Рейчал Карсон «вероятно, коммунистка», потому что она не была замужем, несмотря на свою привлекательность.
Многие критики неоднократно утверждали, что якобы Карсон призывает к полному запрету применения любых пестицидов — хотя Карсон ясно заявила, что она поддерживает осторожное и ответственное обращение с экологически опасными химическими веществами. В разделе «Безмолвной весны», посвящённом ДДТ, она советовала минимально распылять его, чтобы не способствовать миграции вещества и появлению вредителей, устойчивых к ядохимикату. Марк Гамильтон Литл (Mark Hamilton Lytle) утверждал, что Карсон написала эту книгу «лишь затем, чтобы произвести впечатление, поставив под вопрос парадигму научно-технического прогресса, определявшего послевоенную американскую культуру».
Научное сообщество в основном поддерживало Карсон. На её стороне выступили известные учёные, в том числе Герман Джозеф Мёллер, Лорен Айзли, Кларенс Коттам (Clarence Cottam) и Франк Эдвин Эглер (англ. Frank Edwin Egler).
Пропагандистская кампания против Карсон, развёрнутая сторонниками химической промышленности, оказалась контрпродуктивной, потому что противоречия и споры только усилили осведомлённость общественности об опасностях применения пестицидов. По мотивам книги была создана телевизионная программа «Безмолвная весна Рейчел Карсон» (англ. The Silent Spring of Rachel Carson), которая впервые вышла в эфир 3 апреля 1963 года и стала самой популярной после CBS Reports. В программу вошли фрагменты книги, прочитанные автором, а также интервью с другими специалистами, в основном критиками, включая Уайта-Стивенса. По словам биографа Линды Лир (англ. Linda Lear), «в сопоставлении с доктором Робертом Уайтом-Стивенсом в белом лабораторном халате, с громким голосом и дикими глазами, Карсон выглядела никем другим, как истеричной алармисткой, какой её пытались представить критики». Однако подавляющее большинство из 10—50 миллионов зрителей этой программы поддержали Карсон. Вскоре после выхода программы Конгресс США издал комментарий по вопросу об опасности пестицидов, а President's Science Advisory Committee опубликовал доклад на эту тему. Через год кампания против Карсон и её книги пошла на спад.
Весной 1963 года было одно из последних появлений Рейчел Карсон на публике. Она выступила перед президентом Джоном Кеннеди и President’s Science Advisory Committee, который 15 мая 1963 года опубликовал доклад, в основном поддерживающий результаты исследований Карсон и выводы из них. После этого доклада Карсон также выступила на заседании подкомитета Сената США с рекомендациями по решению этой проблемы. К тому времени она стала очень популярной и получила сотни приглашений выступить с докладами в разных местах — но не смогла принять большинство из них из-за стремительно ухудшающегося состояния здоровья, с короткими лишь периодами ремиссии. Карсон уже не могла много говорить, однако приняла участие в телепрограмме The Today Show и в нескольких званых обедах, устроенных в её честь. Только под конец жизни Карсон получила заслуженную славу и награды, в том числе медаль «Национального Одюбоновского общества», медаль Каллума от Американского географического общества и членство в Американской академии искусств и литературы.

## Переводные издания книги
В течение нескольких лет после выхода первого издания на английском языке в США, «Безмолвная весна» была издана ещё в нескольких странах и на нескольких языках. На немецком она впервые вышла в свет в 1963 году под заглавием «Der stumme Frühling», а затем ещё несколько раз переиздавалась. В том же году книга была издана на французском под заглавием «Le printemps silencieux». На русском языке «Безмолвная весна» опубликована в 1965 году.
Также «Безмолвная весна» вышла на итальянском языке («Primavera silenziosa») и на испанском («Primavera silenciosa»).

## Влияние книги

### Возникновение энвайронментализма и создание Агентства по охране окружающей среды
Работа Рейчел Карсон оказала значительное влияние на развитие экологического общественного движения; в 1960-е годы «Безмолвная весна» стала объединяющим фактором для него. По утверждению ученицы Карсон, инженера-эколога Патрисии Хайнс (H. Patricia Hynes), «„Безмолвная весна“ изменила баланс сил в мире. Теперь никто не может так запросто утверждать, что загрязнение окружающей среды — это необходимая изнанка прогресса».
Исследования и общественная деятельность Карсон способствовало появлению идей глубинной экологии и развитию экологического общественного движения в 1960-е и последующие годы, а также росту экофеминизма и количества учёных-феминисток.
Самое непосредственное влияние «Безмолвная весна» оказала на движение за запрещение использования ДДТ в США. В дальнейшем общественные инициативы по запрещению или ограничению применения ДДТ появились и в других странах. Создание Фонда защиты окружающей среды в 1967 году было значительным событием в кампании против ДДТ. Эта организация возбудила судебные процессы против властей США с целью защиты прав граждан на чистую окружающую среду, приводя во-многом те же аргументы, что и Карсон. В 1972 году Фонд защиты окружающей среды и ещё несколько групп активистов-общественников достигли успеха: поэтапного запрещения использования ДДТ (кроме как в чрезвычайных ситуациях) на всей территории Соединённых Штатов Америки.
Следующим успехом в борьбе за безопасную окружающую среду стало создание независимого Агентства по охране окружающей среды США в 1970 году. До этого регулированием использования пестицидов занималось Министерство сельского хозяйства США, оно же осуществляло контроль над сельскохозяйственной индустрией. Как отмечала Карсон, такая ситуация приводила к конфликту интересов: Министерство сельского хозяйства не отвечало за последствия воздействия применяемых агрохимикатов на природные экосистемы — и вообще на состояние окружающей среды за пределами сельскохозяйственных предприятий. Большая часть ранней работы Агентства по охране окружающей среды, в том числе разработка Федерального закона об инсектицидах, фунгицидах и родентицидах (англ. Federal Insecticide, Fungicide, and Rodenticide Act), вступившего в силу в 1972 году — напрямую относилась к тому, чем занималась Карсон. Руководителем агентства Уильям Ракелсхаус (William Ruckelshaus) пришёл к выводу о том, что не существует безопасного способа применения ДДТ, а потому применение этого пестицида придётся запретить, а не регулировать.
Но в 1980-х годах, при Рональде Рейгане, приоритетом политики США стало экономическое развитие, и многие ранее принятые нормы в области охраны природы и окружающей среды были отменены или смягчены. Но запрет на использование ДДТ сохранился; более того, с 1986 года запрещено также предоставлять поддержку и финансирование странам, в которых ДДТ продолжает использоваться; как тогда заявил Госсекретарь США Джордж Шульц, «США не могут, повторяю, не могут … участвовать в любых программах, предполагающих использование линдана, гексахлорбензола, ДДТ или дильдрина».
Альберт Гор, энвайронменталист и бывший вице-президент США, написал введение к изданию «Безмолвной весны» 1992 года. В нём он, в частности, отметил: «„Безмолвная весна“ оказала огромное влияние … Действительно, Рейчел Карсон стала одной из причин того, что я стал таким экологически сознательным и занимался проблемами охраны окружающей среды … [она] повлияла на меня сильнее, чем кто-либо другой, возможно даже сильнее, чем все остальные, вместе взятые».

### Критика энвайронментализма и ограничений использования ДДТ
Деятельность Карсон и экологического общественного движения продолжает подвергаться критике. Критики заявляют, что введённые ограничения на использование пестицидов — и особенно ДДТ — привели к десяткам миллионам ненужных смертей и создали трудности сельскому хозяйству; при этом они неявно подразумевают, что Рейчел Карсон вызвала введение ограничений на использование ДДТ. Бывший учёный ВОЗ Сократ Лициос (Socrates Litsios) называет такие аргументы критиков возмутительными. Мей Беренбаум (May Berenbaum), энтомолог из Иллинойсского университета говорит, что «обвинять энвайронменталистов — противников ДДТ — в том, что они причинили больше смертей, чем Гитлер — более чем безответственно». Журналист-расследователь Адам Сарвана (Adam Sarvana) и другие характеризуют такие обвинения как «миф», распространяемый Роджером Бейтом (англ. Roger Bate) из группы защитников ДДТ, называемой «Африка против малярии» (англ. Africa Fighting Malaria).
В 2000-х годах критика запрещения ДДТ усилилась. В 2009 либертарианский аналитический центр Competitive Enterprise Institute создал веб-сайт, на котором утверждалось, что «миллионы людей по всему миру страдают от болезненных и часто смертельных проявлений малярии потому, что один человек поднял ложную тревогу. Этот человек — Рейчел Карсон». В 2012 году, к пятидесятилетнему юбилею «Безмолвной весны» в журнале Nature вышла обзорная статья Роба Данна (Rob Dunn) в ответ на письмо Энтони Треваваса (англ. Anthony Trewavas), подписанное также Кристофером Дж. Ливером (англ. Chris J. Leaver), Брюсом Эймсом, Ричардом Треном (Richard Tren), Питером Лахманном (англ. Peter Lachmann) и ещё шестью людьми, в котором утверждалось, что, по оценкам, от 60 до 80 миллионов людей погибли в результате «необоснованных страхов, вызванных недостаточно понятым свидетельством».
Биограф Гамильтон Литл считает такие оценки нереалистичными, даже если Карсон можно «обвинять» в том, что во всём мире использование ДДТ было резко ограничено законом. По мнению Джона Квиггина и Тима Ламберта (Tim Lambert), доводы критиков Карсон легко опровергаются. Использование ДДТ для борьбы с малярийными комарами никогда не запрещалось; в 1972 году было запрещено только сельскохозяйственное применение ДДТ и только на территории США. Стокгольмская конвенция о стойких органических загрязнителях, подписанная в 2001 году, запрещает большинство видов использования ДДТ и других хлорорганических пестицидов, но делает исключение для использования ДДТ в борьбе с малярией — до тех пор, пока не будут найдены доступные альтернативы. Но и в развивающихся странах, подверженных малярии, например, на Шри-Ланке, массовое использование ДДТ против малярийных комаров прекратилось в 1970-х—1980-х годах — не из-за запрета правительства, а потому, что появились устойчивые к нему комары, и этот инсектицид потерял свою эффективность. Из-за очень короткого цикла размножения и огромной плодовитости насекомых, самые устойчивые к ядохимикату особи выживают и дают потомство, несущее эти же генетические особенности, которое относительно быстро замещает погибших от инсектицида. У сельскохозяйственных вредителей устойчивость к инсектициду вырабатывается примерно за 7 — 10 лет.
Некоторые специалисты утверждают, что прекращение использования ДДТ в сельском хозяйстве даже повысило его эффективность против малярийных комаров. Даже сторонник использования ДДТ Амир Аттаран (англ. Amir Attaran) считает, что после вступления в силу Стокгольмской конвенции в 2004 году, ограничившей применение ДДТ борьбой с переносчиками заболеваний, отбор устойчивых к нему насекомых стал происходить медленнее, чем до этого.

### Наследие
«Безмолвная весна» не раз попадала в число лучших документальных книг двадцатого столетия. В Modern Library 100 Best Nonfiction она занимала пятое место, в списке лучших книг XX века, составленным журналом National Review — 78-е место из 100. В 2006 году «Безмолвная весна» вошла в список 25 лучших научных книг всех времён, составленный журналом Discover.
В 1996 году вышла своеобразная книга-продолжение — «После безмолвной весны» (англ. Beyond Silent Spring), написанная в соавторстве Х. Ф. Ван Эмденом (H.F. van Emden) и Дэвидом Пиклом (англ. David Peakall).
К полувековому юбилею книги американский композитор Стивен Стаки (англ. Steven Stucky) написал одноимённую симфоническую поэму, которая была впервые публично исполнена в Питтсбурге 17 февраля 2012 года Питтсбургским симфоническим оркестром под управлением Манфреда Хонека (англ. Manfred Honeck).
Натуралист Дэвид Аттенборо отметил, что «Безмолвная весна» настолько изменила научный мир, что её можно сравнивать с «Происхождением видов» Чарльза Дарвина.
Книга является является одним из факторов «Задачи трёх тел» Лю Цысиня.

## Пояснения
1. ↑  англ. If man were to follow the teachings of Miss Carson, we would return to the Dark Ages, and the insects and diseases and vermin would once again inherit the earth
2. ↑  ориг. англ. quite self-consciously decided to write a book calling into question the paradigm of scientific progress that defined postwar American culture
3. ↑  англ. in juxtaposition to the wild-eyed, loud-voiced Dr. Robert White-Stevens in white lab coat, Carson appeared anything but the hysterical alarmist that her critics contended
4. ↑  англ. Silent Spring altered the balance of power in the world. No one since would be able to sell pollution as the necessary underside of progress so easily or uncritically.
5. ↑  англ. The U.S. cannot, repeat cannot ... participate in any programs using any of the following: (1) lindane, (2) BHC, (3) DDT, or (4) dieldrin.
6. ↑  англ. Silent Spring had a profound impact ... Indeed, Rachel Carson was one of the reasons that I became so conscious of the environment and so involved with environmental issues  ...  [she] has had as much or more effect on me than any, and perhaps than all of them together.
7. ↑  англ. to blame environmentalists who oppose DDT for more deaths than Hitler is worse than irresponsible.
8. ↑  англ. Millions of people around the world suffer the painful and often deadly effects of malaria because one person sounded a false alarm. That person is Rachel Carson.
9. ↑  англ. as a result of misguided fears based on poorly understood evidence

## Список литературы
- Carson, Rachel. Silent Spring. — Houghton Mifflin Company, 1962. — 368 p.
- Carson, Rachel. Silent Spring. — Mariner Books, 2002. — ISBN 0-618-24906-0.
- Graham, Frank. Since Silent Spring. — Fawcett, 1970. — ISBN 0-449-23141-0.
- Hynes, H. Patricia. The Recurring Silent Spring. — New York: Pergamon Press, 1989. — (Athene series). — ISBN 0-08-037117-5.
- Lytle, Mark Hamilton. The Gentle Subversive: Rachel Carson, Silent Spring, and the Rise of the Environmental Movement (англ.). — New York: Oxford University Press, 2007. — ISBN 0-19-517246-9.
- Lear, Linda. Rachel Carson: Witness for Nature. — New York: Henry Holt and Company, 1997. — ISBN 0-8050-3428-5.
- Litmans, Brian; Miller, Jeff. Silent Spring Revisited: Pesticide Use And Endangered Species. — Diane Publishing Co, 2004. — ISBN 0-7567-4439-3.
- Murphy, Priscilla Coit. What A Book Can Do: The Publication and Reception of Silent Spring. — University of Massachusetts Press, 2005. — ISBN 1-55849-476-6.
- Oreskes, Naomi; Conway, Erik M. Merchants of Doubt[англ.]. — New York: Bloomsbury, 2010. — ISBN 978-1-59691-610-4.
- American Chemical Society, Silent Spring Revisited, 1986: ISBN 0-317-59798-1, 1987: ISBN 0-8412-0981-2
- Карсон, Рахиль. Безмолвная весна : пер. с англ = Silent Spring. — М.: Прогресс, 1965. — 216 с.